# Limnephilus algosus
Limnephilus algosus är en nattsländeart som först beskrevs av Mclachlan 1868.  Limnephilus algosus ingår i släktet Limnephilus och familjen husmasknattsländor. Arten är reproducerande i Sverige. Inga underarter finns listade i Catalogue of Life.